# 山王プロダクション
株式会社山王プロダクション（さんのうプロダクション）は、東京都大田区に本社を置く、1958年（昭和33年）6月設立の日本の芸能事務所である。

## 概要
児童劇団部門として劇団日本児童を持つ。
提携する学校法人日本芸術学園でレッスンを行っている。日本芸術学園は日本芸術専門学校、日本芸術高等学園、東京表現高等学院MIICA等を運営している。1978年（昭和53年）設立の歴史ある教育機関であり、多くの芸能人を輩出する質の高いレッスンを行うことで知られている。
レッスン部門の名前はPrecious Academy（プレシャスアカデミー、通称プレアカ）。

## Precious Treasure Theatre Company
山王プロダクション及び劇団日本児童の上位組織として「Precious Treasure Theatre Company」（プレシャストレジャーシアターカンパニー）【通称PTTC】が存在する。

## 劇団日本児童
劇団日本児童（げきだんにほんじどう）は、1958年（昭和33年）6月設立の児童劇団である。

## 山王プロダクション/劇団日本児童　所属者及び出身者
あ行
- 秋永和彦（スープレックス）
- 足助美岐子
- 新井つねひろ
- 愛河里花子
- 池田恭祐
- 伊藤淳史
- 伊藤隆大
- 石関賢太郎
- 石田比奈子
- 岩瀬威司
- 鵜澤正太郎
- 宇山玲加
- 大津尋葵
- 岡田可愛

か行
- 神奈延年
- 金杉太朗
- 金澤匠
- 河相我聞
- 川口智子
- 木村昴
- 木村雅
- 北村舞
- 桑島真里乃
- 小島幸子

さ行
- 齋藤飛鳥
- 齋藤彩夏
- 斉藤健夫
- 佐藤仁哉
- 佐藤広純
- 佐藤貴広
- 柴田一幸
- 進藤一宏
- 鈴木美紗

た行
- 竹下恭平
- 田谷隼
- 千葉翔也
- 藤間宇宙

な行
は行
- 長谷川真弓
- 長谷川晃誉
- 塙紀子
- 比佐廉
- 平井杏奈
- 日吉孝明
- 古川登志夫
- 本多瑛未里
- 本名陽子

ま行
- 松島勇気（劇団四季 ミュージカル俳優）
- 増田裕生
- 宮脇健（宮脇康之）
- 三ツ木清隆
- 三輪麻未
- 三宅史
- 三星マナミ（プロスキーヤー、ソチオリンピック女子フリースタイルスキー・ハーフパイプ日本代表）
- 前田瀬奈
- 村田あつき
- 森莉那

や〜わ行
- 八木あずさ
- 柳原悠
- 湯澤真伍
- 吉田友紀
- Lumi（シンガーソングライター）
- 渡辺明乃
- 若山愛美